# 北海道道397号丰富停车场线
北海道道397号丰富停车场线（日语：北海道道397号豊富停車場線）是一条位于北海道天盐郡丰富町内的普通道级道路（北海道道）。

## 路線数据
- 起点：北海道天盐郡丰富町字丰富站前通（=宗谷本線丰富站）
- 終点：北海道天盐郡丰富町字丰富大通9丁目（=国道40号交点）

## 经过的自治体
- 宗谷综合振兴局
  - 天盐郡丰富町

## 历史
- 1961年3月31日 路線勘定。（1961年北海道告示第616号）

## 沿線
- 天盐郡丰富町
  - 宗谷本線 丰富站=字丰富西3条7丁目

## 交差する道路
- 天盐郡丰富町
  - 国道40号=字丰富大通9丁目（终点）